# Olympische Sommerspiele 2012/Leichtathletik – 5000 m (Frauen)

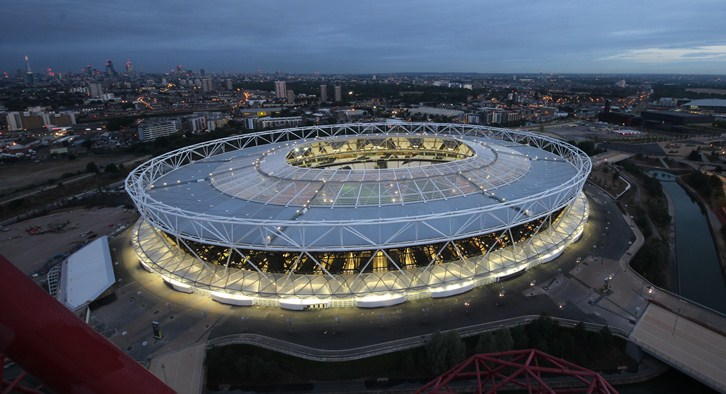
Das Olympiastadion von London im Jahr 2015

Der 5000-Meter-Lauf der Frauen bei den Olympischen Spielen 2012 in London wurde am 7. und 10. August 2012 im Olympiastadion London ausgetragen. 36 Athletinnen nahmen teil.
Olympiasiegerin wurde die Äthiopierin Meseret Defar. Die Kenianerin Vivian Cheruiyot gewann die Silbermedaille vor der Äthiopierin Tirunesh Dibaba.
Athletinnen aus Deutschland, der Schweiz, Österreich und Liechtenstein nahmen nicht teil.

## Aktuelle Titelträgerinnen
| Olympiasiegerin                      | Tirunesh Dibaba ( Äthiopien)           | 15:41,40 min | Peking 2008       |
| Weltmeisterin                        | Vivian Cheruiyot ( Kenia)              | 14:55,36 min | Daegu 2011        |
| Europameisterin                      | Olga Golowkina ( Russland)             | 15:11,70 min | Helsinki 2012     |
| Zentralamerika und Karibik-Meisterin | Marisol Romero ( Mexiko)               | 16:05,68 min | Mayagüez 2011     |
| Südamerika-Meisterin                 | Fabiana Cristine da Silva ( Brasilien) | 15:39,67 min | Buenos Aires 2011 |
| Asienmeisterin                       | Tejitu Daba ( Bahrain)                 | 15:22,48 min | Kōbe 2011         |
| Afrikameisterin                      | Gladys Cherono ( Kenia)                | 15:40,04 min | Porto-Novo 2012   |
| Ozeanienmeisterin                    | Elodie Mevel ( Französisch-Polynesien) | 20:27,63 min | Cairns 2012       |

## Bestehende Rekorde
| Weltrekord         | Tirunesh Dibaba ( Äthiopien) | 14:11,15 min | Oslo, Norwegen               | 6. Juni 2008       |
| Olympischer Rekord | Gabriela Szabo ( Rumänien)   | 14:40,79 min | Finale OS Sydney, Australien | 25. September 2000 |

Die Vorläufe hier in London waren wie gewohnt auf eine Rennentscheidung mit einem schnellen Schlussabschnitt ausgerichtet. Die ersten zwei Drittel des Finales wurden in sehr schleppendem Tempo zurückgelegt, erst danach wurde es schneller. So blieben Toppzeiten aus und der bestehende olympische Rekord wurde bei diesen Spielen nicht erreicht. Im schnellsten Rennen, dem ersten Vorlauf, verfehlte die spätere Olympiadritte Tirunesh Dibaba aus Äthiopien den Rekord mit 14:58,48 min um 17,69 Sekunden. Zum Weltrekord fehlten ihr 47,33 Sekunden.
Anmerkung:
Alle Zeiten in diesem Beitrag sind nach Ortszeit London (UTC±0) angegeben.

## Doping
- Die im Vorlauf ausgeschiedene Ukrainerin Ljudmyla Kowalenko wurde nach Entscheidung des Weltleichtathletikverbands wegen Verstoßes gegen die Antidopingbestimmungen vom 31. Oktober 2017 an für zwei Jahre gesperrt. Ihre seit dem 27. Juni 2012 bis einschließlich April 2016 erzielten Resultate wurden annulliert.[2]

## Vorlauf
Es wurden zwei Vorläufe durchgeführt. Für das Finale qualifizierten sich pro Lauf die ersten fünf Athletinnen (hellblau unterlegt). Darüber hinaus kamen die fünf Zeitschnellsten, die sogenannten Lucky Loser Athletinnen (hellgrün unterlegt), weiter.

### Vorlauf 1
7. August 2012, 10:55 Uhr
| Platz | Name                      | Nation         | Zeit (min) | Anmerkung |
| ----- | ------------------------- | -------------- | ---------- | --------- |
| 0 1   | Tirunesh Dibaba           | Äthiopien      | 14:58,48   |           |
| 0 2   | Meseret Defar             | Äthiopien      | 14:58,70   |           |
| 0 3   | Viola Kibiwot             | Kenia          | 14:59,31   |           |
| 0 4   | Olga Golowkina            | Russland       | 15:05,26   |           |
| 0 5   | Julie Culley              | USA            | 15:05,38   |           |
| 0 6   | Tejitu Daba               | Bahrain        | 15:05,59   |           |
| 0 7   | Silvia Weissteiner        | Italien        | 15:06,81   |           |
| 0 8   | Kayoko Fukushi            | Japan          | 15:09,31   |           |
| 0 9   | Barbara Parker            | Großbritannien | 15:12,81   |           |
| 10    | Fionnuala Britton         | Irland         | 15:12,97   |           |
| 11    | Judith Plá                | Spanien        | 15:20,39   |           |
| 12    | Karoline Bjerkeli Grøvdal | Norwegen       | 15:24,86   | PB        |
| 13    | Dudu Karakaya             | Türkei         | 15:28,32   |           |
| 14    | Eloise Wellings           | Australien     | 15:35,53   |           |
| 15    | Sandra López              | Mexiko         | 15:55,16   |           |
| DNF   | Nadia Noujani             | Marokko        |            |           |
| DOP   | Ljudmyla Kowalenko        | Ukraine        | 15:18,60   | [ 3 ]     |
| DNS   | Sara Moreira              | Portugal       |            |           |

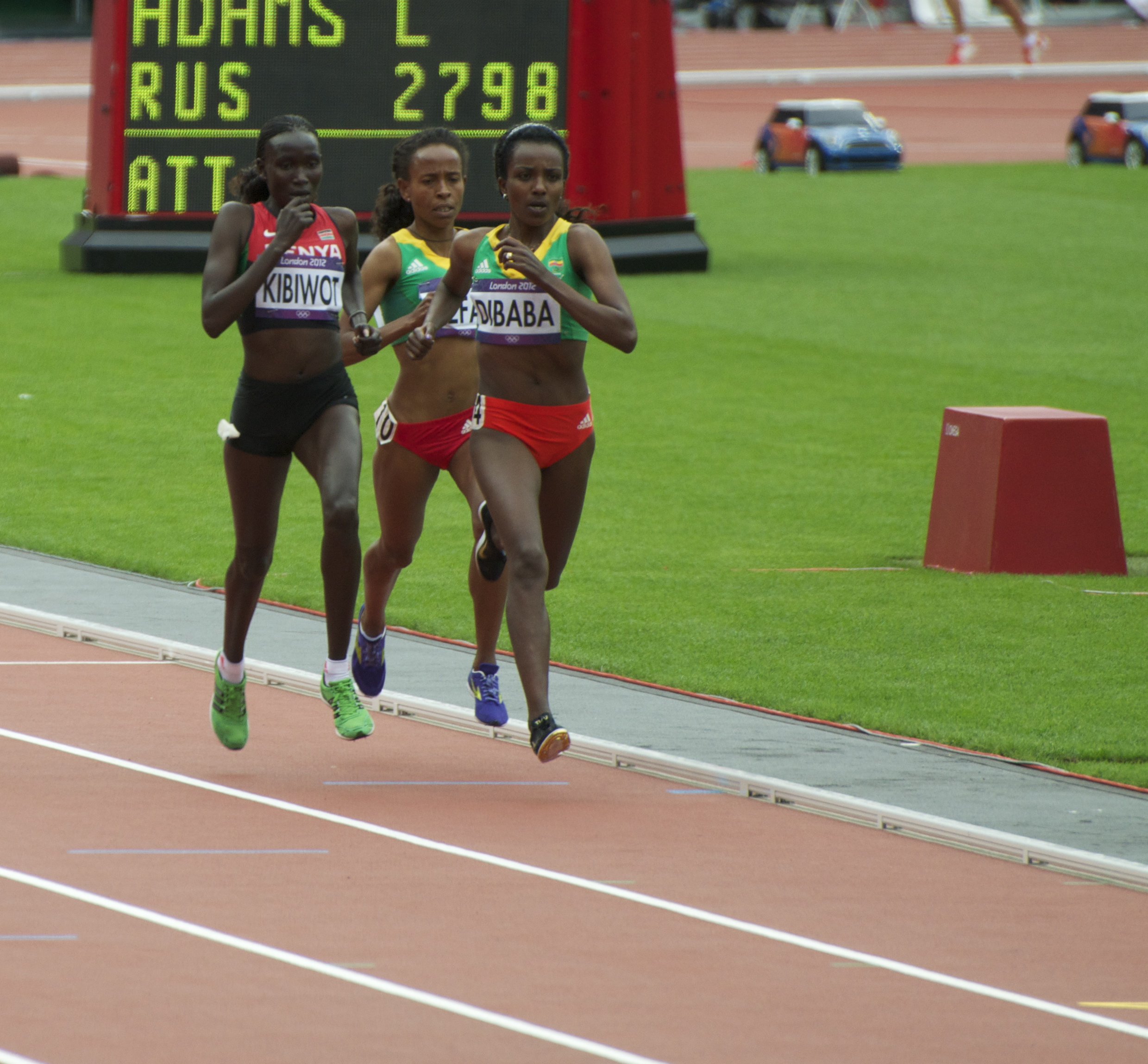
Szene aus dem ersten Vorlauf:
Tirunesh Dibaba vor Viola Kibiwot und Meseret Defar

Im ersten Vorlauf ausgeschiedene Läuferinnen:

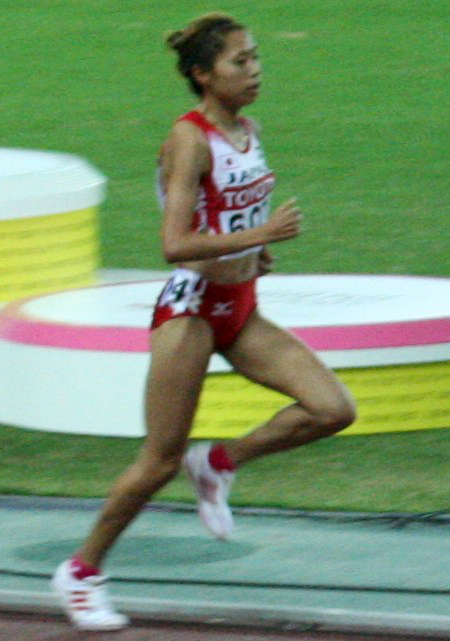
Kayoko Fukushi – Rang acht
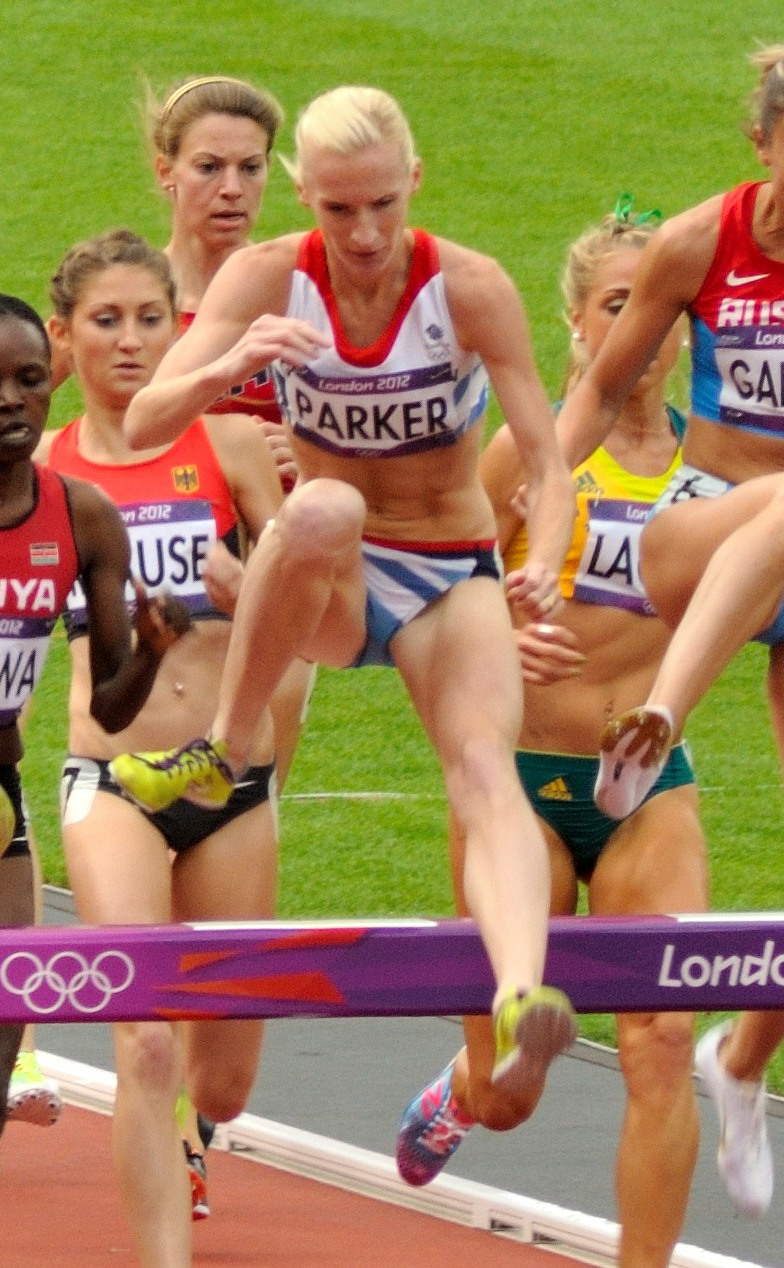
Barbara Parker (hier als Hindernisläuferin) – Rang neun
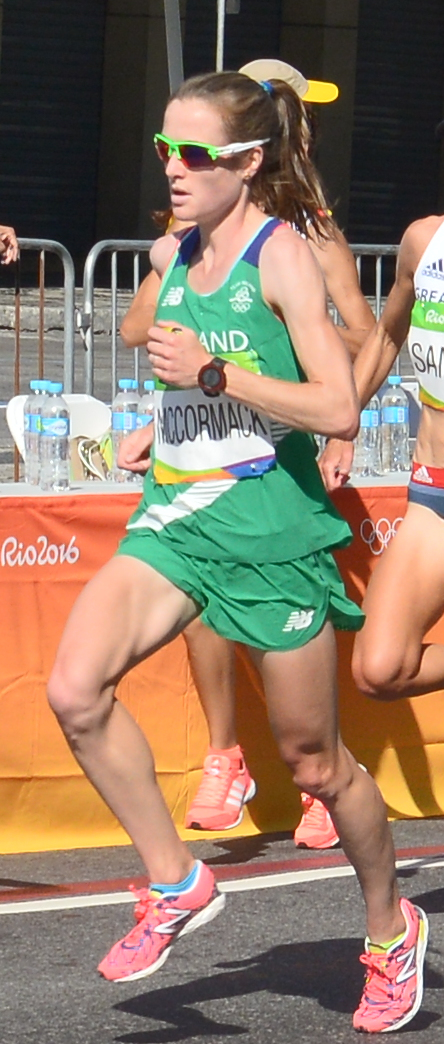
Fionnuala Britton – Rang zehn
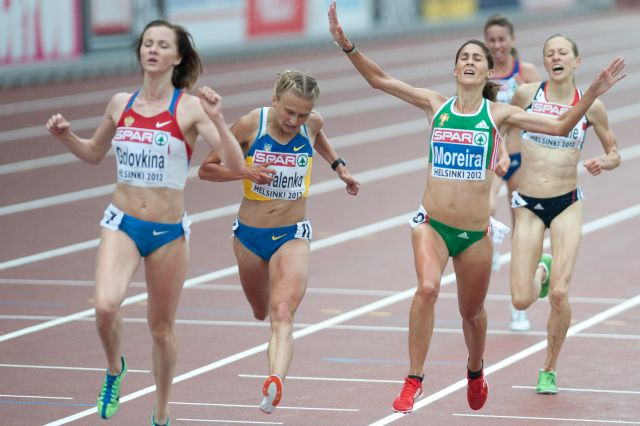
Ljudmyla Kowalenko (Zweite von links) – Rang elf
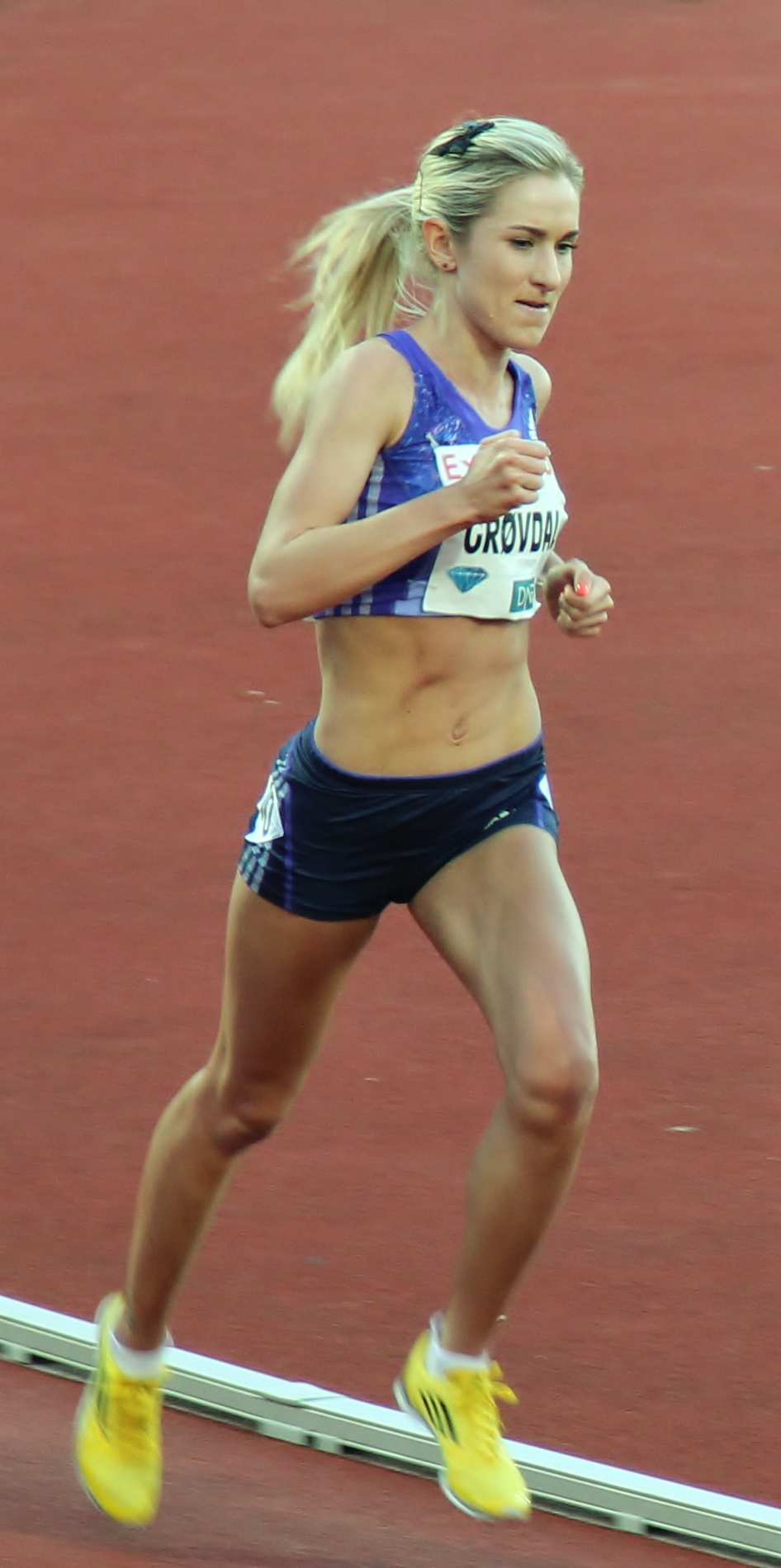
Karoline Bjerkeli Grøvdal – Rang zwölf
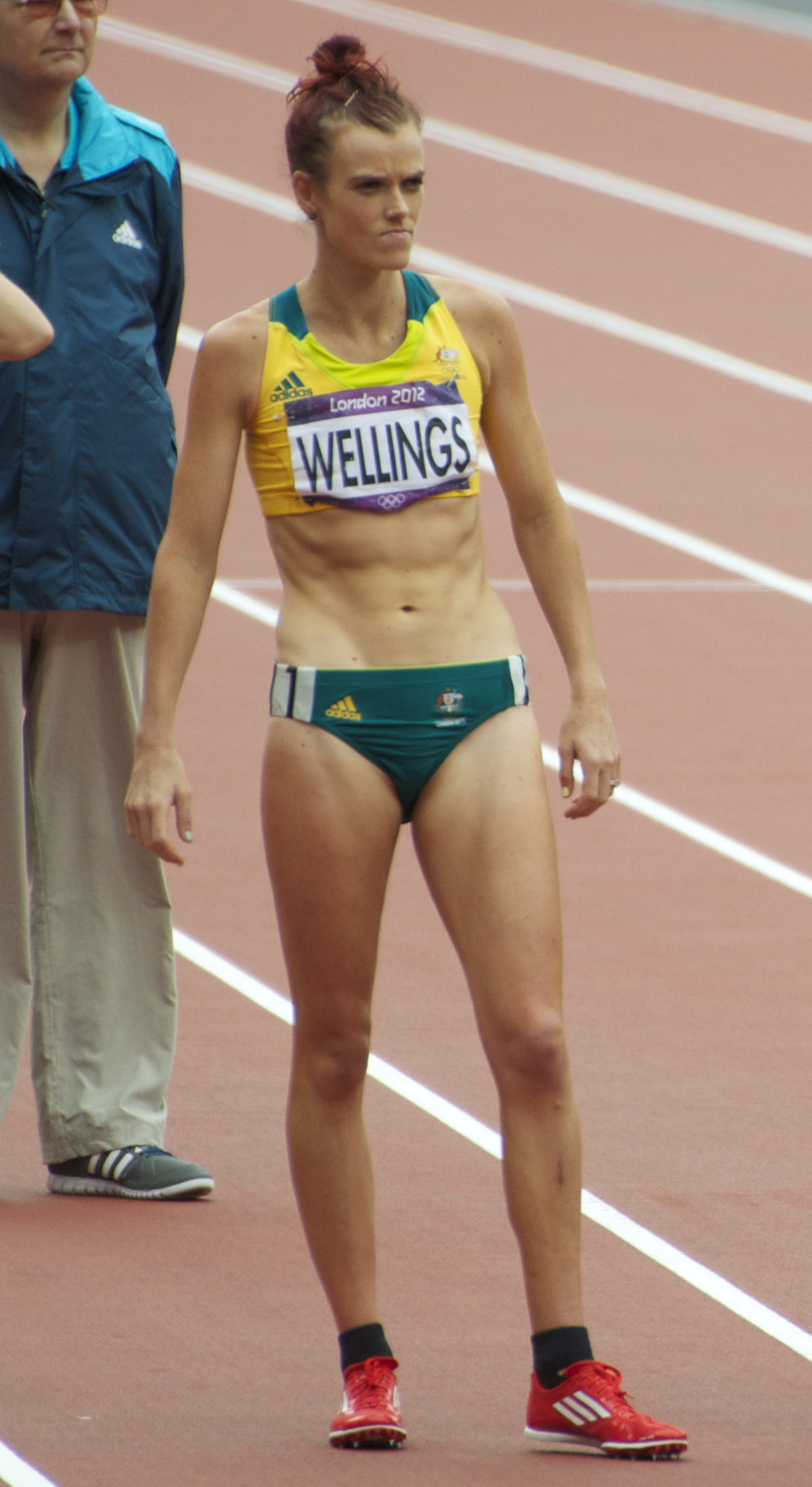
Eloise Wellings – Rang fünfzehn
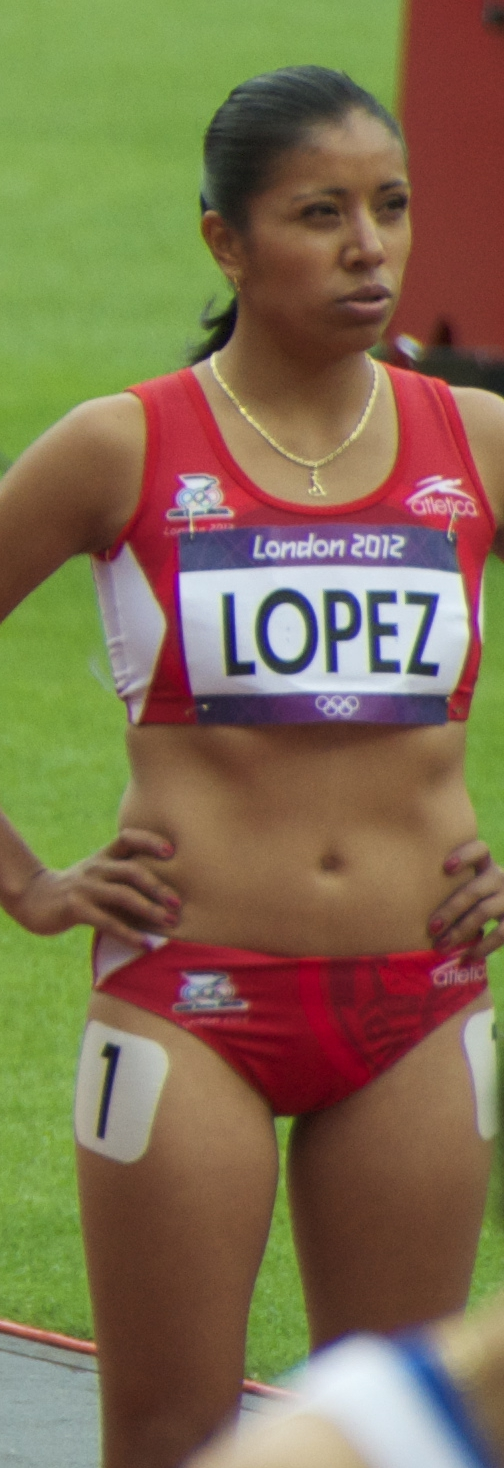
Sandra Lopéz – Rang sechzehn
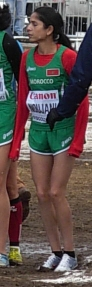
Nadia Noujani – Rennen nicht beendet

### Vorlauf 2
7. August 2012, 11:19 Uhr
| Platz | Name              | Nation         | Zeit (min) | Anmerkung |
| ----- | ----------------- | -------------- | ---------- | --------- |
| 0 1   | Gelete Burka      | Äthiopien      | 15:01,44   |           |
| 0 2   | Vivian Cheruiyot  | Kenia          | 15:01,54   |           |
| 0 3   | Sally Kipyego     | Kenia          | 15:01,87   |           |
| 0 4   | Julia Bleasdale   | Großbritannien | 15:02,00   |           |
| 0 5   | Molly Huddle      | USA            | 15:02,26   |           |
| 0 6   | Jelena Nagowizyna | Russland       | 15:02,80   | PB        |
| 0 7   | Joanne Pavey      | Großbritannien | 15:02,84   |           |
| 0 8   | Shitaye Eshete    | Bahrain        | 15:05,48   |           |
| 0 9   | Elena Romagnolo   | Italien        | 15:06,38   |           |
| 10    | Hitomi Niiya      | Japan          | 15:10,20   |           |
| 11    | Almensh Belete    | Belgien        | 15:10,24   |           |
| 12    | Kim Conley        | USA            | 15:14,48   |           |
| 13    | Mika Yoshikawa    | Japan          | 15:16,77   |           |
| 14    | Nadia Ejjafini    | Italien        | 15:24,70   |           |
| 15    | Sheila Reid       | Kanada         | 15:27,41   |           |
| 16    | Zakia Mrisho      | Tansania       | 15:39,58   |           |
| 17    | Layes Abdullayeva | Aserbaidschan  | 15:45,69   |           |
| 18    | Roxana Bârcă      | Rumänien       | 16:01,04   |           |

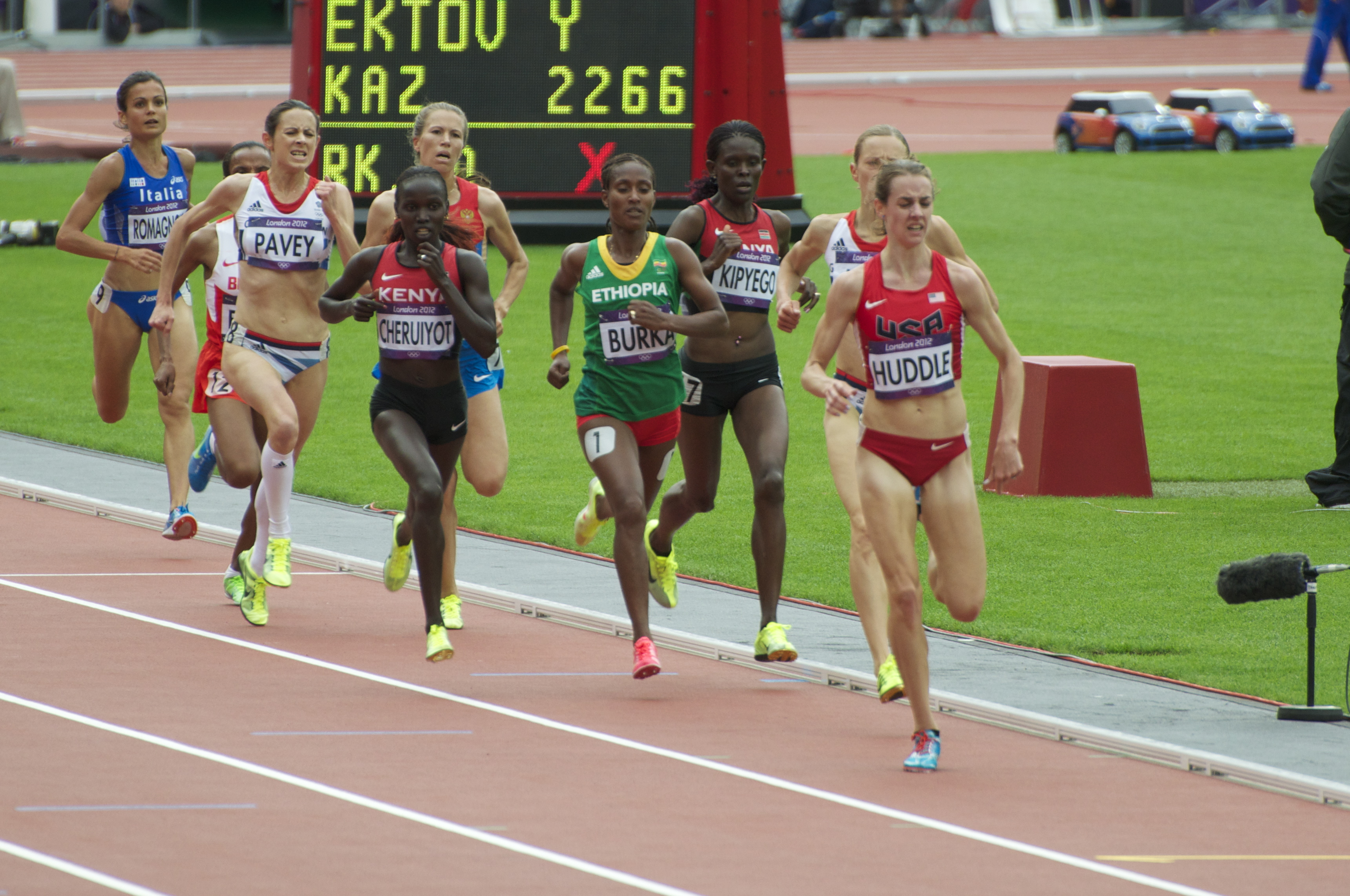
Szene aus dem zweiten Vorlauf:
Molly Huddle vor Julia Bleasdale, Gelete Burka, Vivian Cheruiyot, Sally Kipyego, Jelena Nagowizina, Joanne Pavey, Shitaye Eshete und Elena Romagnolo

Im zweiten Vorlauf ausgeschiedene Läuferinnen:

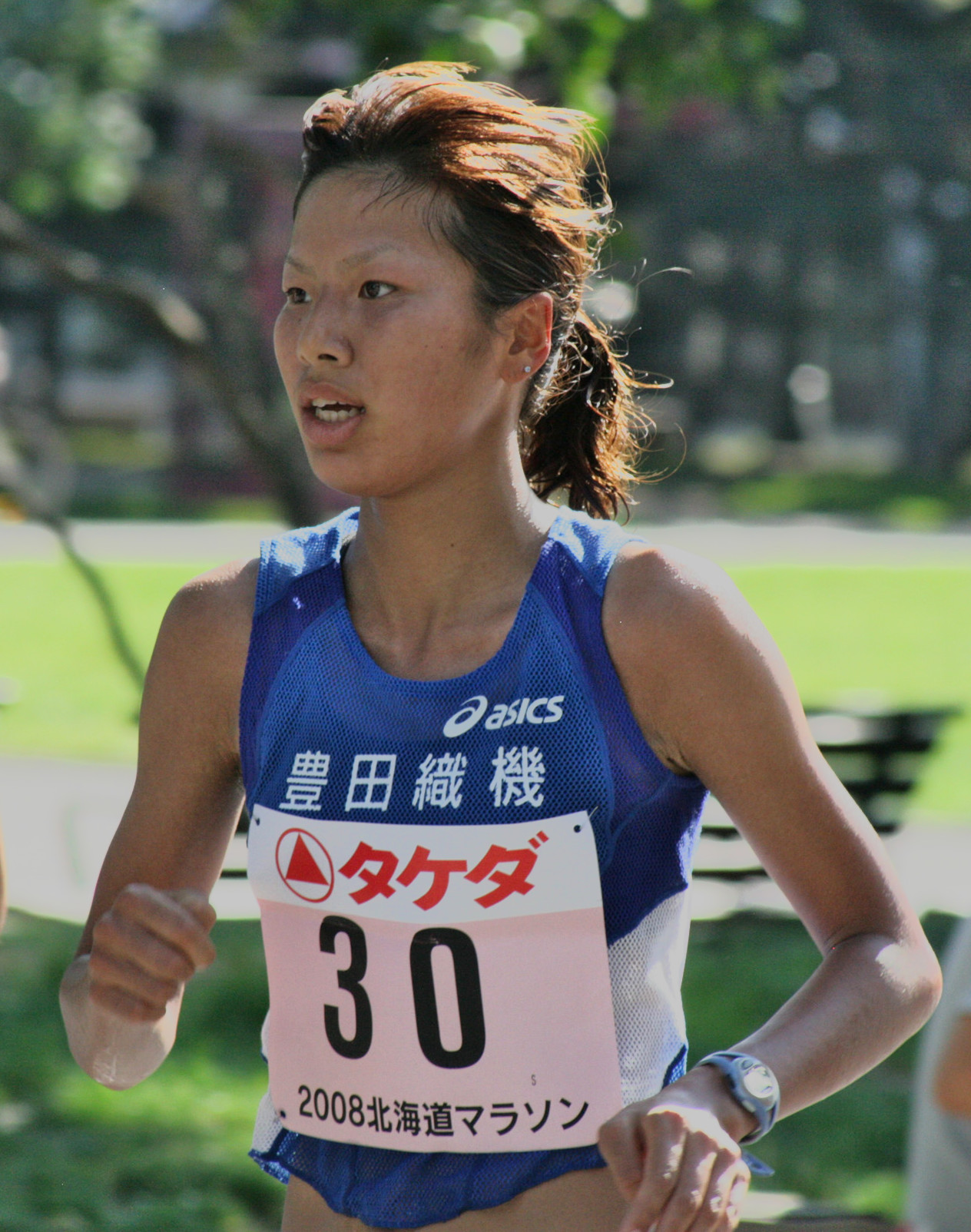
Hitomi Niiya – Rang zehn
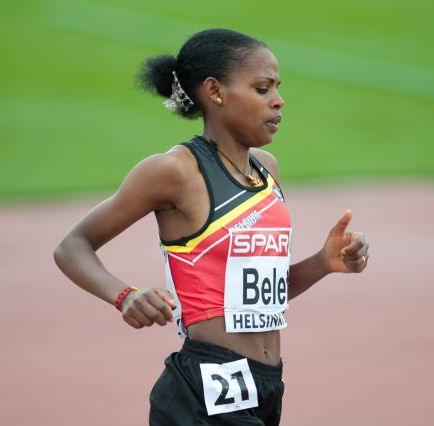
Almensh Belete – Rang elf
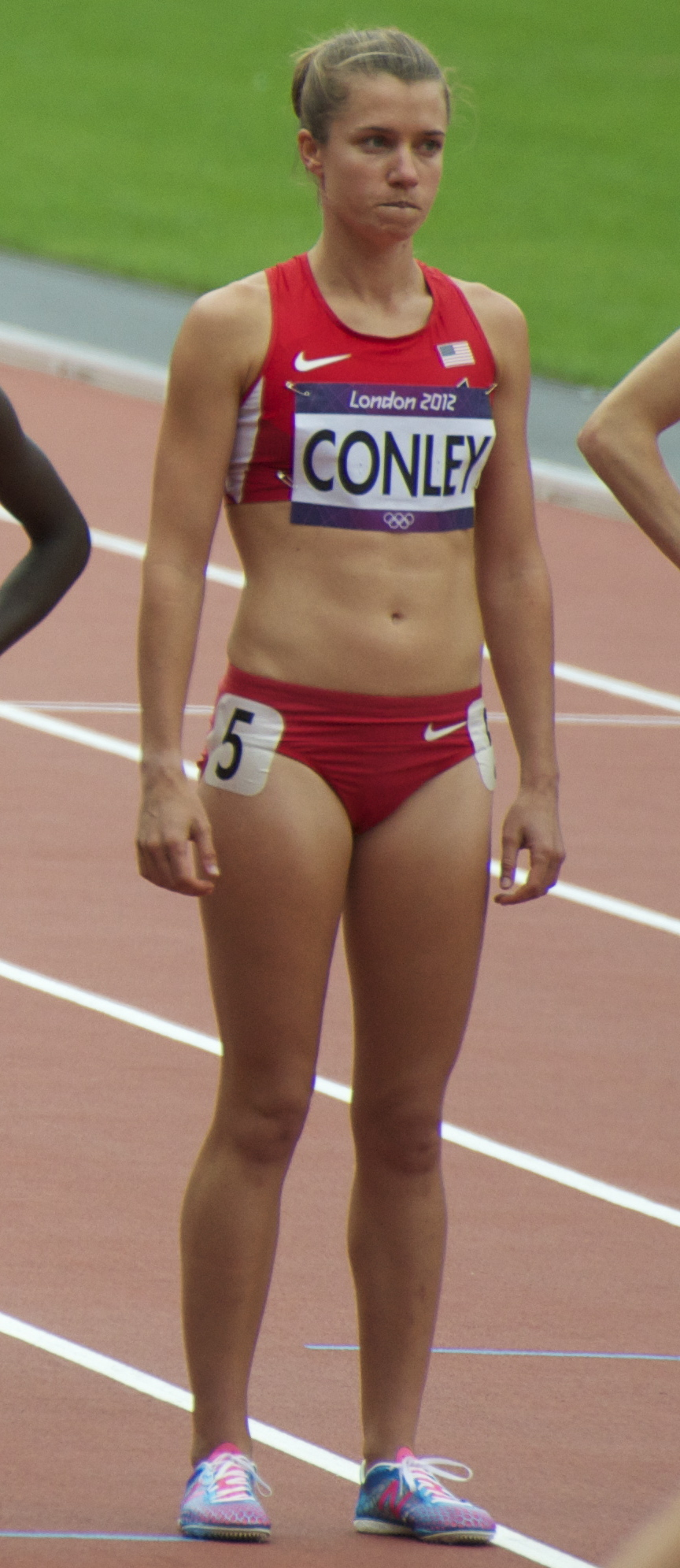
Kim Conley – Rang zwölf
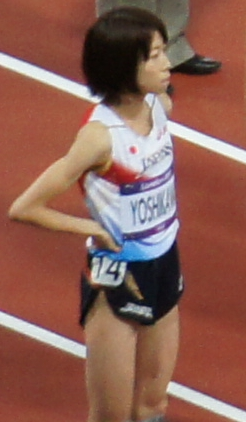
Mika Yoshikawa – Rang dreizehn

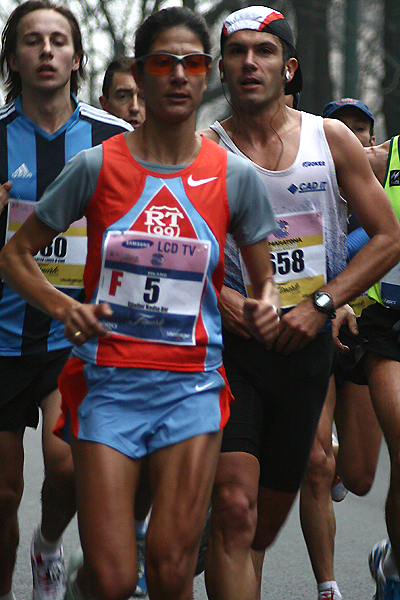
Nadia Ejjafini – Rang vierzehn
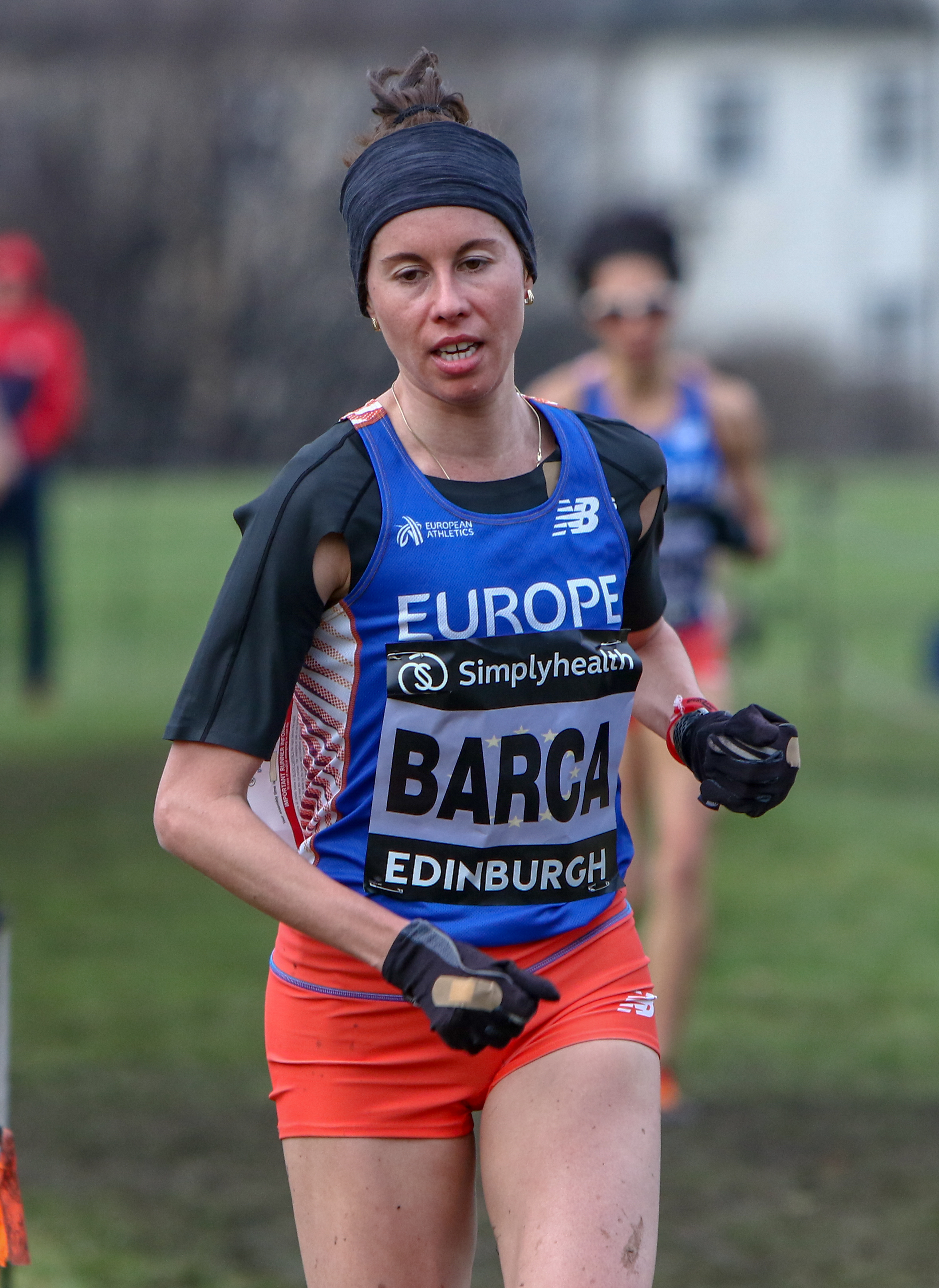
Roxana Bârcă – Rang achtzehn

## Finale
| Zwischenzeiten      | Zwischenzeiten | Zwischenzeiten                                | Zwischenzeiten |
| Zwischenzeit- marke | Zwischenzeit   | Führende                                      | 1000-m-Zeit    |
| ------------------- | -------------- | --------------------------------------------- | -------------- |
| 1000 m              | 03:07,58 min   | Joanne Pavey mit dem geschlossenen Feld       | 3:07,58 min    |
| 2000 m              | 06:17,35 min   | Elena Romagnolo mit dem geschlossenen Feld    | 3:09,47 min    |
| 3000 m              | 09:27,75 min   | Joanne Pavey mit dem geschlossenen Feld       | 3:10,40 min    |
| 4000 m              | 12:24,81 min   | Tirunesh Dibaba mit 10-köpfiger Spitzengruppe | 2:57,41 min    |
| 5000 m              | 15:04,25 min   | Meseret Defar                                 | 2:39,44 min    |

### Resultat

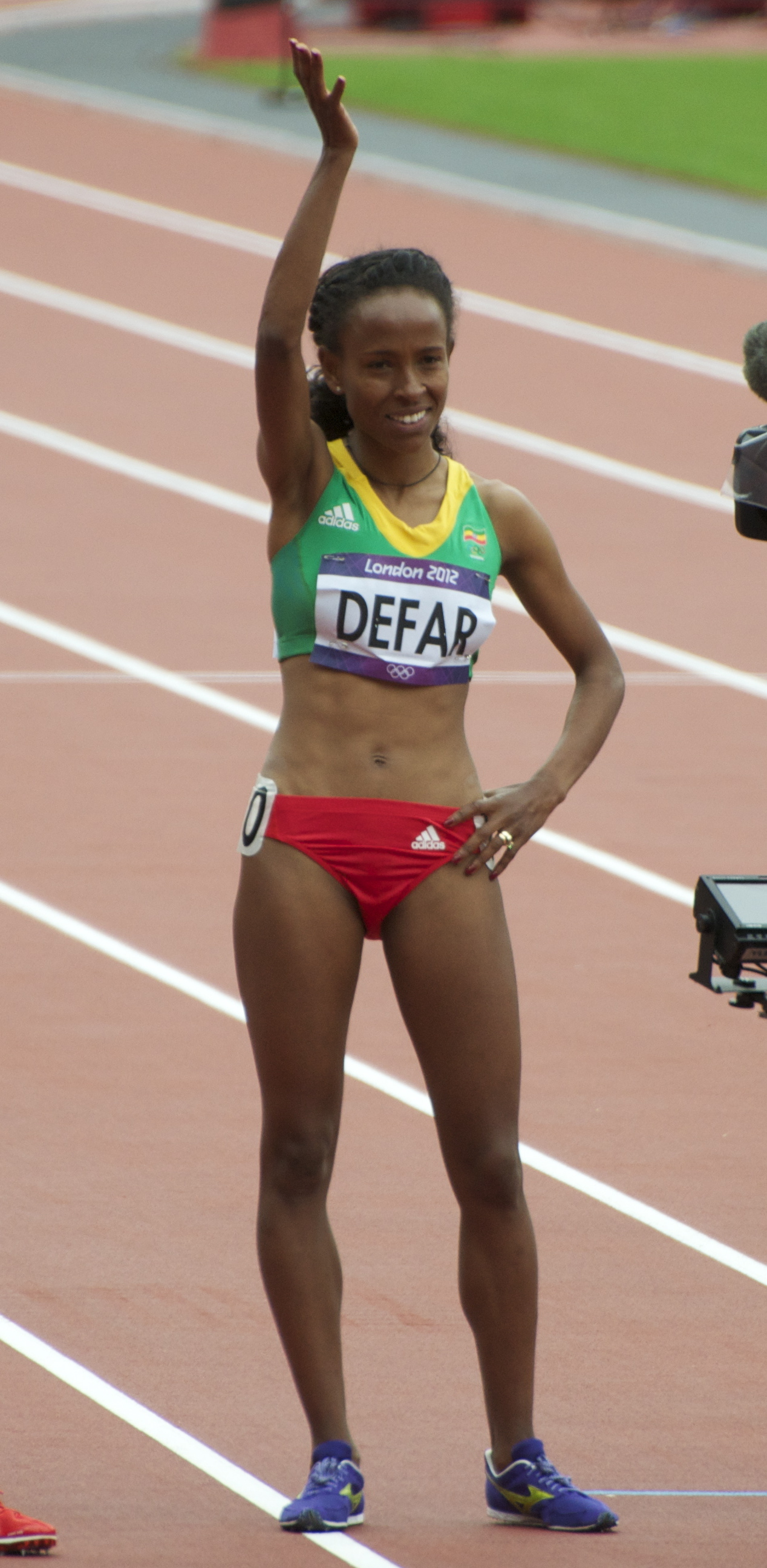
Meseret Defar gewann nach
Gold 2004 und Silber 2008 ihre zweite olympische Goldmedaille

10. August 2012, 20:05 Uhr
| Platz | Name              | Nation         | Zeit (min) |
| ----- | ----------------- | -------------- | ---------- |
| 0 1   | Meseret Defar     | Äthiopien      | 15:04,25   |
| 0 2   | Vivian Cheruiyot  | Kenia          | 15:04,73   |
| 0 3   | Tirunesh Dibaba   | Äthiopien      | 15:05,15   |
| 0 4   | Sally Kipyego     | Kenia          | 15:05,79   |
| 0 5   | Gelete Burka      | Äthiopien      | 15:10,66   |
| 0 6   | Viola Kibiwot     | Kenia          | 15:11,59   |
| 0 7   | Joanne Pavey      | Großbritannien | 15:12,72   |
| 0 8   | Julia Bleasdale   | Großbritannien | 15:14,55   |
| 0 9   | Olga Golowkina    | Russland       | 15:17,88   |
| 10    | Shitaye Eshete    | Bahrain        | 15:19,13   |
| 11    | Molly Huddle      | USA            | 15:20,29   |
| 12    | Tejitu Daba       | Bahrain        | 15:21,34   |
| 13    | Jelena Nagowizyna | Russland       | 15:21,38   |
| 14    | Julie Culley      | USA            | 15:28,22   |
| 15    | Elena Romagnolo   | Italien        | 15:35,69   |

### Rennverlauf
Im Finale waren je drei Äthiopierinnen und Kenianerinnen, je zwei Athletinnen aus Großbritannien, Russland, Bahrain und den Vereinigten Staaten sowie eine Italienerin vertreten.
Favorisiert waren vor allem die amtierende Weltmeisterin Vivian Cheruiyot aus Kenia sowie die beiden Äthiopierinnen Meseret Defar (Olympiasiegerin von 2004 sowie Olympiazweite von 2008) und Tirunesh Dibaba (Olympiasiegerin von 2008), die hier eine Woche zuvor das Rennen über 10.000 Meter für sich entschieden hatte.
Das Tempo im Finale wurde auf den ersten dreitausend Metern ziemlich verschleppt. Erst nach ca. 3200 Metern forcierte Dibaba, sodass sich das Feld auseinanderzog. Achthundert Meter vor Schluss waren die Läuferinnen aus Äthiopien und Kenia schließlich unter sich. Dibaba behauptete ihre Führung bis zur letzten Runde, doch auf der Zielgeraden wurde sie noch von Defar und Cheruiyot abgefangen. Defar gewann mit fast einer halben Sekunde Vorsprung auf Cheruiyot. Dibaba kam auf Platz drei ins Ziel vor der Kenianerin Sally Kipyego. Die dritte Äthiopierin Gelete Burka wurde Fünfte, die dritte Kenianerin Viola Kibiwot Sechste. Beste Nichtafrikanerin auf Rang sieben war die Britin Joanne Pavey.
Mit ihrem Sieg, dem dritten äthiopischen Erfolg in Folge, wurde Meseret Defar zur erfolgreichsten Athletin dieser Disziplin in der olympischen Geschichte. Neben ihren Goldmedaillen von 2004 und 2012 hatte sie 2008 Silber gewonnen.
Vivian Cheruiyot errang nach Bronze über 10.000 Meter mit Silber ihre zweite Medaille in London.
Auch für die drittplatzierte Tirunesh Dibaba war dies nach Gold im 10-000-Meter-Lauf mit Bronze die zweite Medaille bei diesen Spielen.

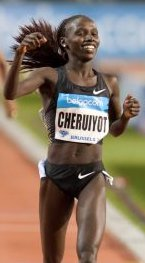
Silbermedaille: Vivian Cheruiyot
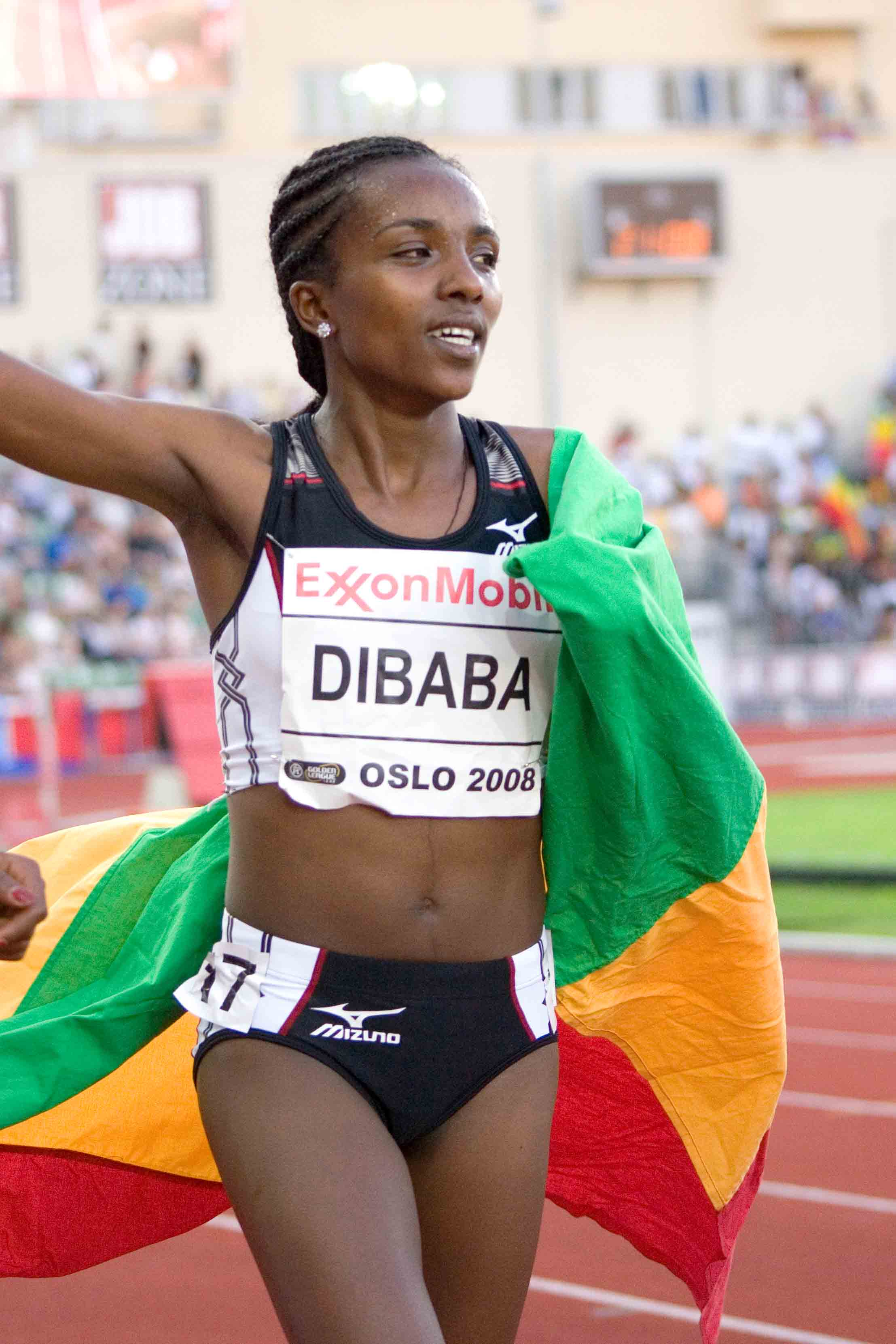
Bronzemedaille: Tirunesh Dibaba
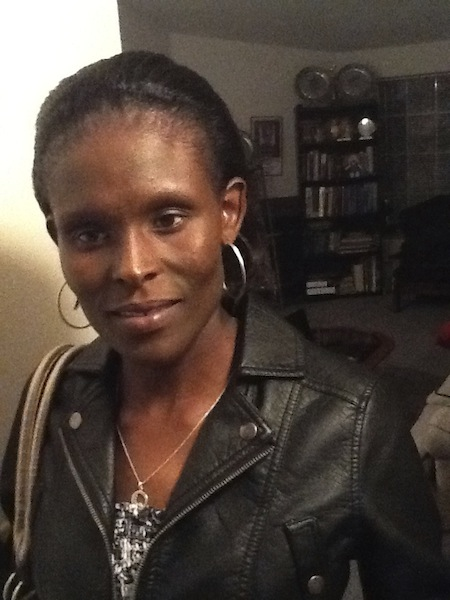
Sally Kipyego – Rang vier
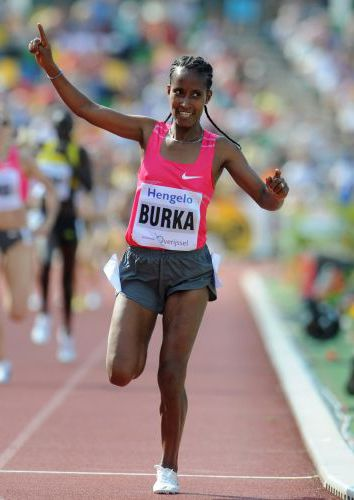
Rang fünf für Gelete Burka
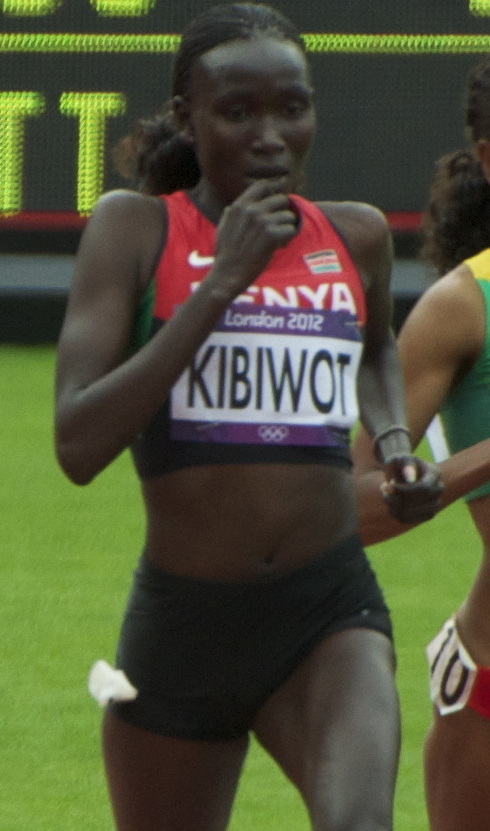
Die sechstplatzierte Viola Kibiwot
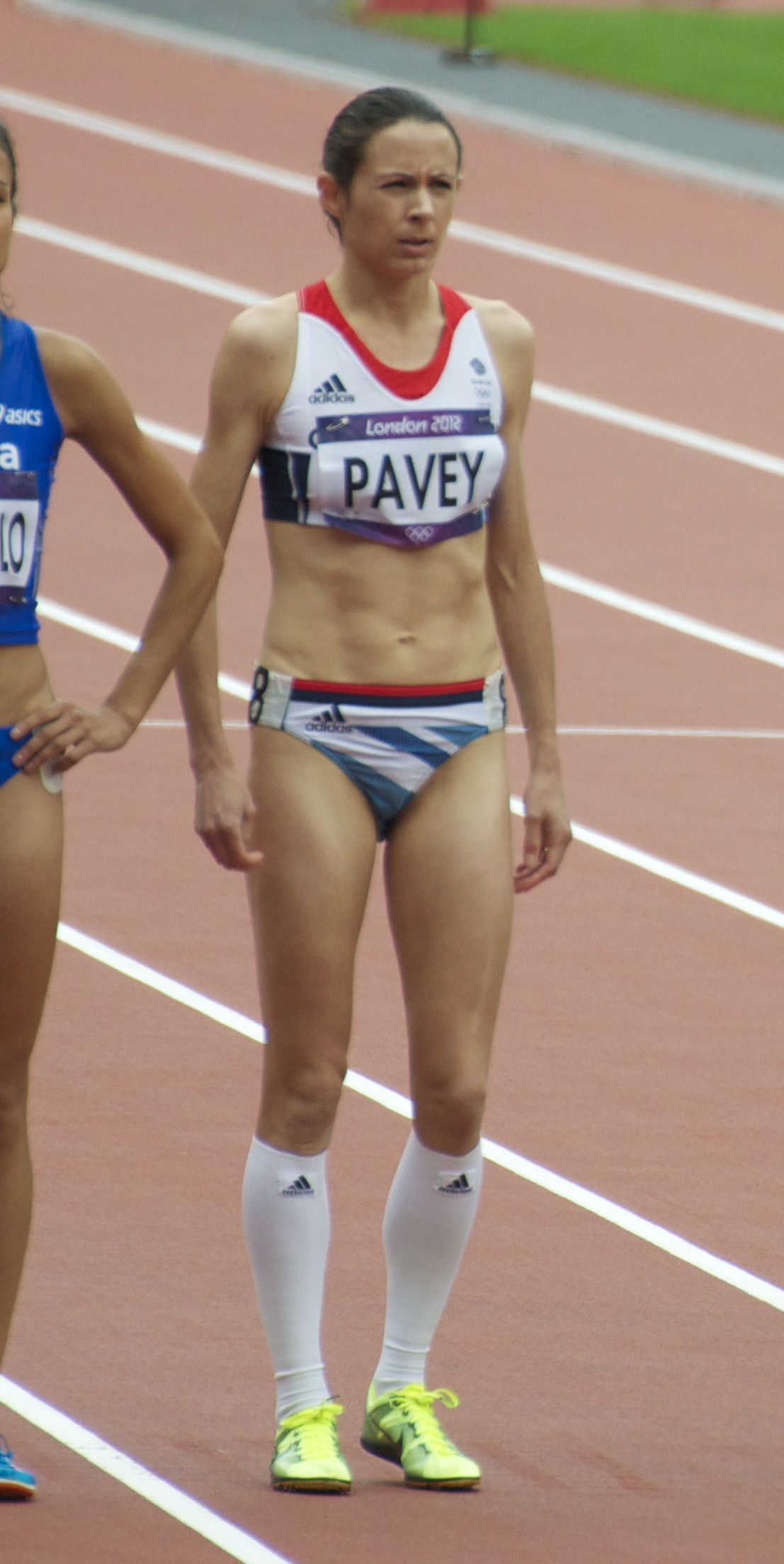
Joanne Pavey erreichte Platz sieben
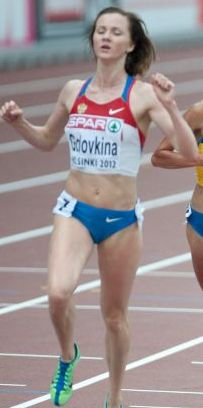
Olga Golowkina – Platz neun
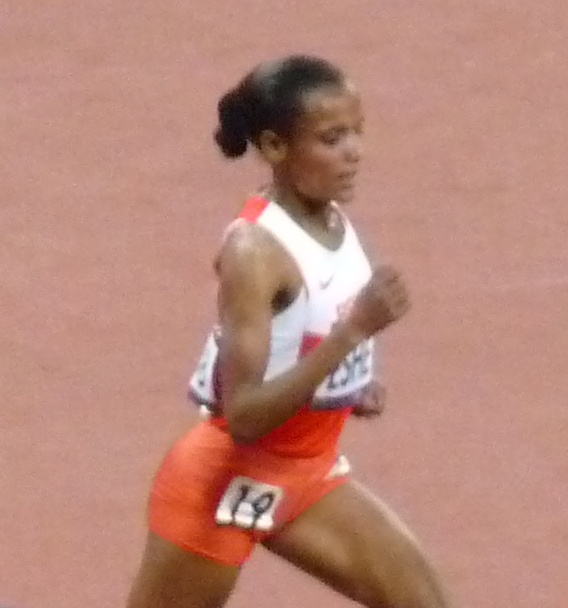
Shitaye Eshete – Rang zehn
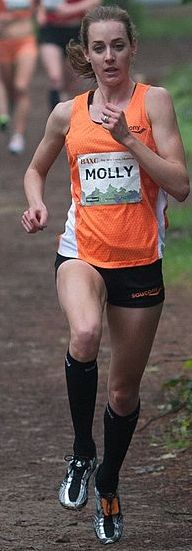
Molly Huddle wurde Olympiaselfte
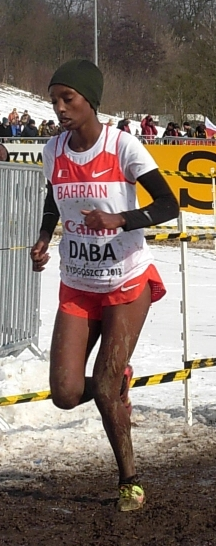
Tejitu Daba – Rang zwölf
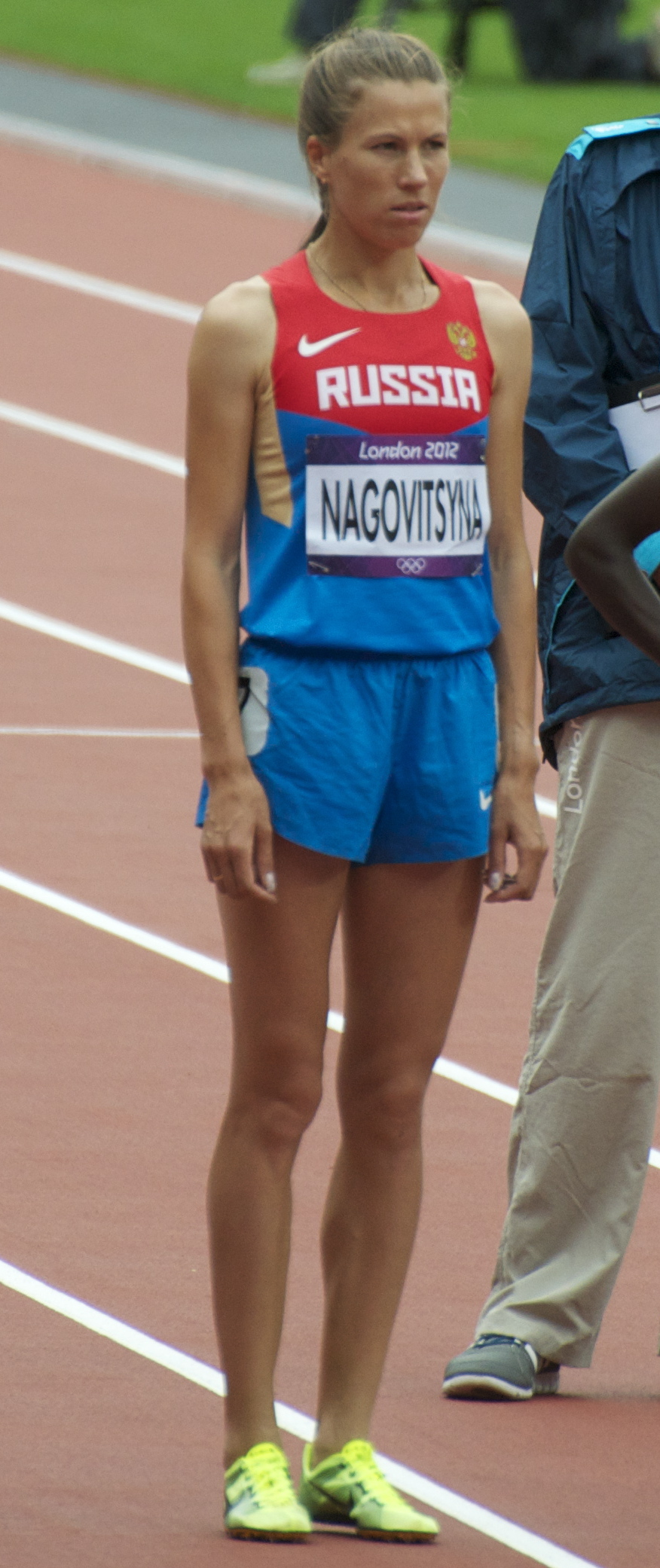
Jelena Nagowizina kam auf den dreizehnten Platz
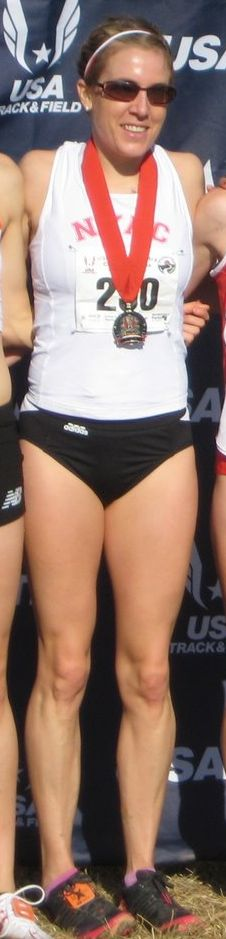
Julie Culley – Rang vierzehn
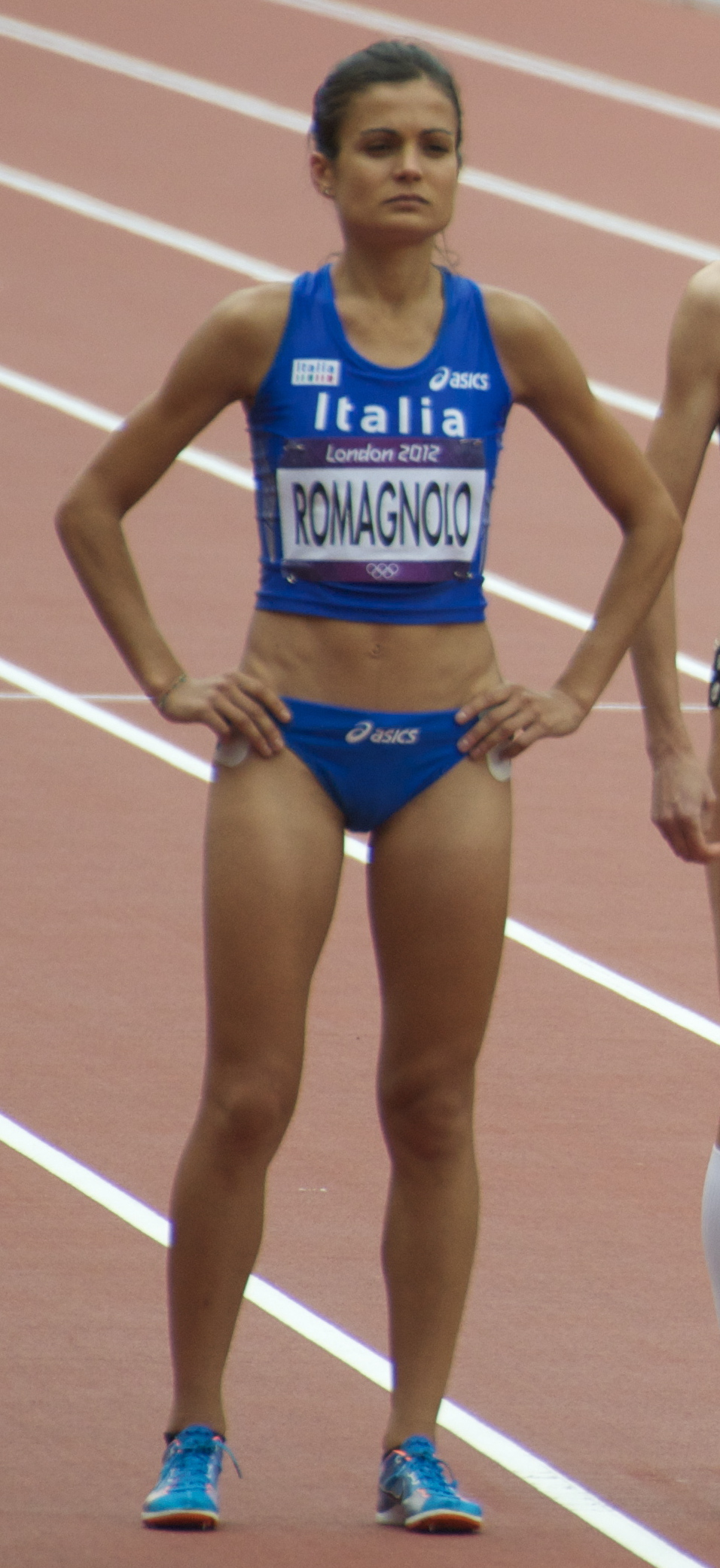
Elena Romagnolo belegte Rang fünfzehn

## Videolinks
- Dibaba & Burka Win Women's 5000m Heats - Full Replay - London 2012 Olympics, youtube.com, abgerufen am 9. April 2022
- Meseret Defar Wins Women's 5000m Gold - London 2012 Olympics, youtube.com, abgerufen am 9. April 2022